# عطاالله محمد
عطاالله محمد (عربی: عطا الله محمد عبدالله؛ زادهٔ ۱۰ ژوئیهٔ ۱۹۶۰) وزنه‌بردار اهل عراق بود.